# Culture mongole

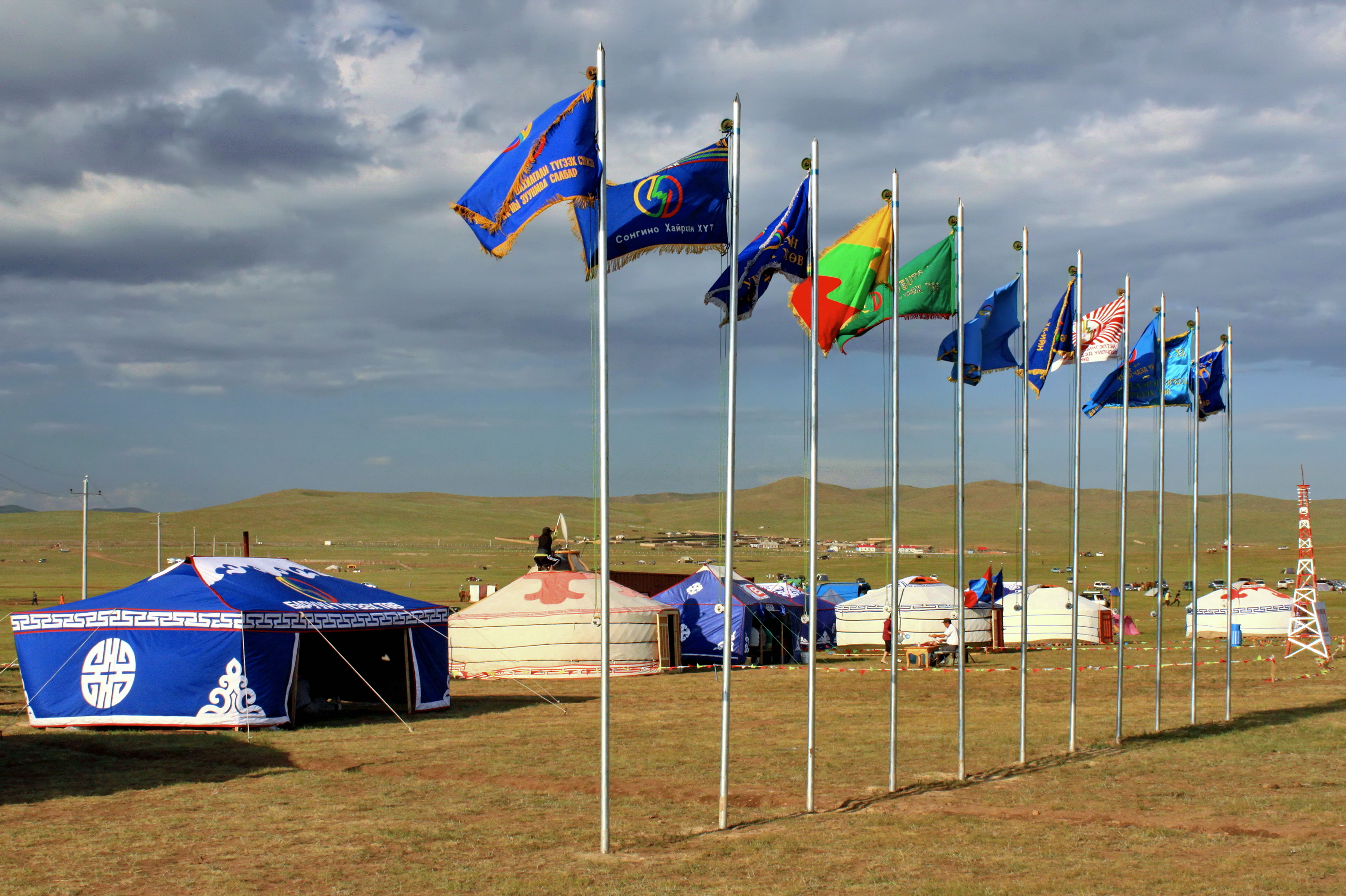
Yourtes et bannières dans la steppe, pendant Naadam.

Cet article traite des divers aspects de la culture mongole, en Mongolie (3 000 000 en 2014), en Mongolie intérieure (25 000 000 en 2014) et sur les marges des pays limitrophes.

## Langues, peuples, cultures

### Langues
- Langues en Mongolie, Langues de Mongolie (rubriques), Écritures mongoles
  - Langues mongoles
    - Mongol Khalkha (dialecte vernaculaire)
    - Bouriate (langue mongole)
    - Dörbet, Dzakhatchin, Oïrate (langue), Oïrate littéraire, Üjümütchin, Khamnigan Mongol, Darkhad dialect

  - Langues toungouses : Evenki
  - Langues turques : Kazakh, Touvain, Dukhan language (500 locuteurs)
  - Chinois (Mandarin), très minoritaire en Mongolie Environ 25 000 locuteurs. Langue Universitaire. Majoritaire en Mongolie-Intérieure (principalement dialecte du Shanxi du Mandarin du Nord).
- Langues étrangères
  - Russe, environ 20 000 locuteurs, surtout des bilingues Kazakh/Russe, et Mongol/Russe. Langue Universitaire.
  - Anglais, enseigné pour le tourisme, et le commerce international. Langue Universitaire.
- Langue des signes mongole

### Peuples
- Démographie de la Mongolie
- Groupes ethniques en Mongolie

## Traditions

### Religion

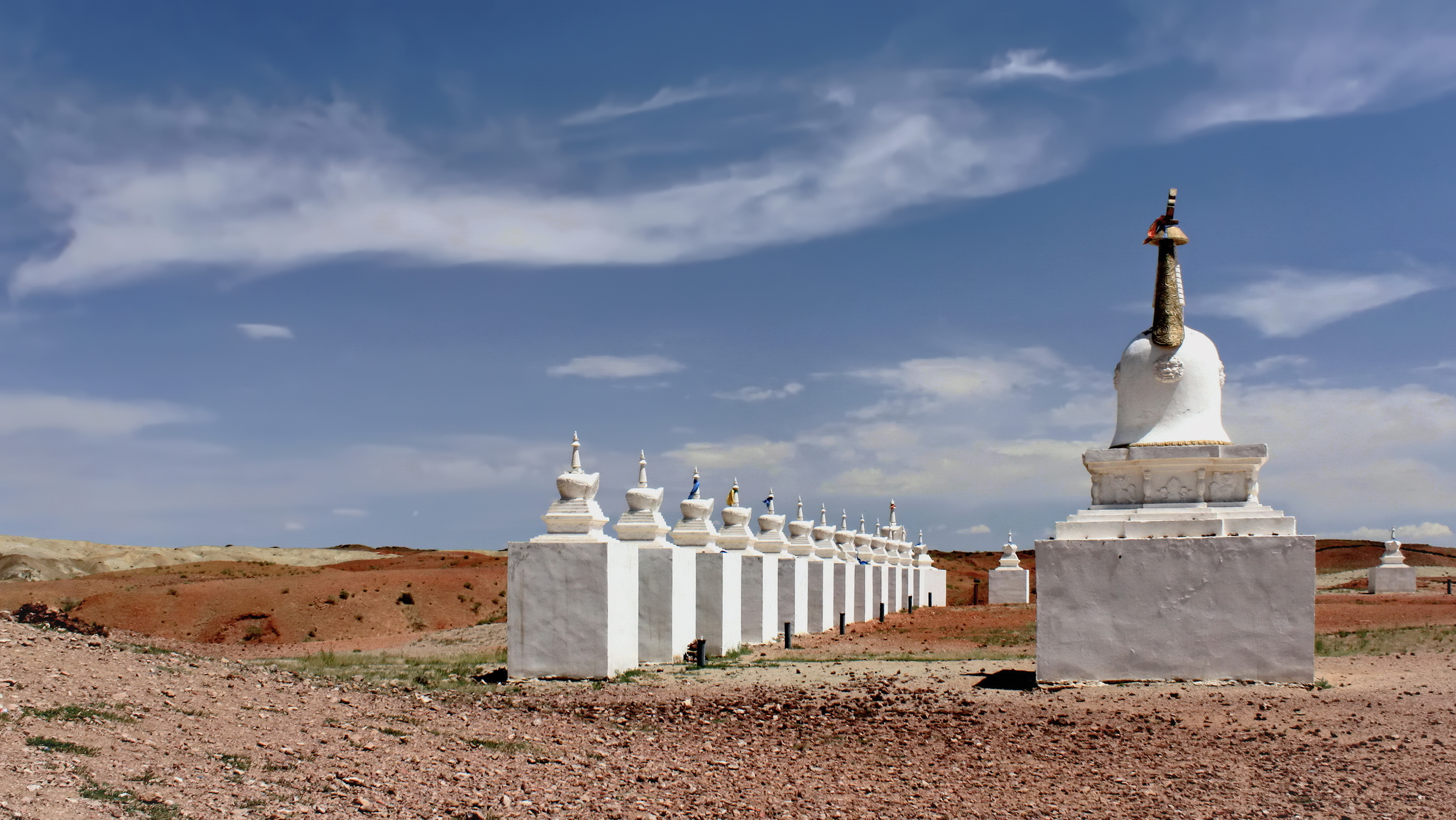
Stupas dans le désert de Gobi

- Voir aussi : Religion en Mongolie (rubriques)
  - Bouddhisme en Mongolie (55% en 2022), Bouddhisme en Mongolie (rubriques)
- Agnosticisme (38,59 %)
- Autres spiritualités (< 10 %)
  - Chamanisme (2,89 %) (57 174), Chamanisme mongol
  - Islam en Mongolie (3-5 %) (57 702), Islam en Mongolie (rubriques)
  - Christianisme en Mongolie (2,16 %) (41 117), Christianisme en Mongolie (rubriques)
    - Catholic Church in Mongolia (en), Protestantism in Mongolia (en)

  - Judaïsme (3 700 en 2010), History of the Jews in Central Asia (en)
  - autres (0,36 %) (6 933)
    - Hinduism in Mongolia (en)
    - Bahá'í Faith in Mongolia (en)
- Freedom of religion in Mongolia (en)

L'animisme et le chamanisme sont les plus anciennes religions mongoles, elles sont encore très actives aujourd'hui et ont imprégné le bouddhisme, religion d'État entre le XVe siècle et le début du XX et depuis les années 1990, dans ce que l'on appelle le chamanisme jaune. Dans les Mongolies, les Mongols bouriates et les Toungouses evenks pratiquent davantage les chamanismes anciens que le chamanisme jaune.

#### L'animisme
Les croyances animistes sont très vives en Mongolie. Longtemps réprimées sous l'ère soviéto-communiste, les traditions chamanistes et les chamans, hommes et femmes, ont refait leur apparition depuis le milieu des années 1990. Toutes les tribus nomades tentent de vivre en osmose avec la nature.

#### Le chamanisme
L'imaginaire et la culture chamaniques sont omniprésents dans la tradition orale des Mongols.
Le chamanisme, ou shamanisme, est une pratique centrée sur la médiation entre les êtres humains et les esprits de la nature ou les âmes du gibier, les morts du clan, les âmes des enfants à naître, les âmes des malades à guérir, la communication avec des divinités, etc. C'est le chamane qui incarne cette fonction, dans le cadre d'une interdépendance étroite avec la communauté qui le reconnaît comme tel.

#### Le christianisme
Le Nestorianisme est apparu assez tôt en Mongolie, c'était la religion de Sorgaqtani beqi, la mère de Möngke et Kubilai Khan, deux Khagans de l'Empire mongol, et petits-fils de Gengis Khan. Voir aussi Yahballaha III.

#### L'islam
On trouve de nombreuses mosquées dans les régions mongoles, mais elles sont davantage fréquentées par les Kazakhs (Ouest de la Mongolie et de la Mongolie-Intérieure, Nord du Xinjiang dans l'ancienne Dzoungarie) ou par les Hui (Mongolie-Intérieure (Hohot, Ordos), Qinghai/Khokhonuur, (Xining)) et Ouïghour (Hohhot).

#### Le bouddhisme
La religion officielle imposée de la Mongolie est le bouddhisme tibétain, une forme distinctive de Vajrayana. Le bouddhisme tibétain est pratiqué dans de nombreuses régions de Chine, non seulement au Tibet, mais aussi en Mongolie-Intérieure, à Pékin (la majorité des temples bouddhistes de Pékin pratiquent le bouddhisme tibétain), et dans les provinces chinoises su Shanxi, Shaanxi, Hebei, Qinghai, Sichuan, Yunnan. Il est également pratiqué en Mongolie et dans différentes Républiques de Russie, comme en République de Bouriatie, République de Touva, ou encore République de Kalmoukie.
Altan Khan (1507-1582) rétablit les liens entre la Mongolie et les chefs religieux du Tibet. Il crée et offre le titre de dalaï-lama (« Océan de Sagesse ») à Sonam Gyatso, chef du courant réformateur Gué-loug-pa, titre qui est appliqué rétrospectivement à ses deux prédécesseurs(Gedun Drub et Gedun Gyatso). Il invite deux fois Sonam Gyatso, le troisième dalaï-lama, en Mongolie (1569, 1578) et se convertit au bouddhisme tibétain durant la seconde visite du lama.
Pendant la période communiste, et surtout en 1939, les monastères bouddhistes sont vandalisés ou détruits totalement.

### Symboles
Les symboles de la Mongolie sont :

Drapeau national

- le drapeau : le Soyombo, emblème national présent sur le drapeau, est un symbole bouddhiste représentant le soleil, la lune, les étoiles et la cosmologie traditionnelle tibétaine[réf. nécessaire] ;
- les armoiries ;
- l'hymne national.

### Mythologie
- Mythologie mongole, Mythologie mongole (rubriques)
- Cosmogonie mongole
- Tengri, Tengrisme (rubriques)
- Ovoo, Sagaan Ubgen, Toli (chamanisme), Etügen, Od iyesi

### Habitat
- Architecture de Mongolie (en)

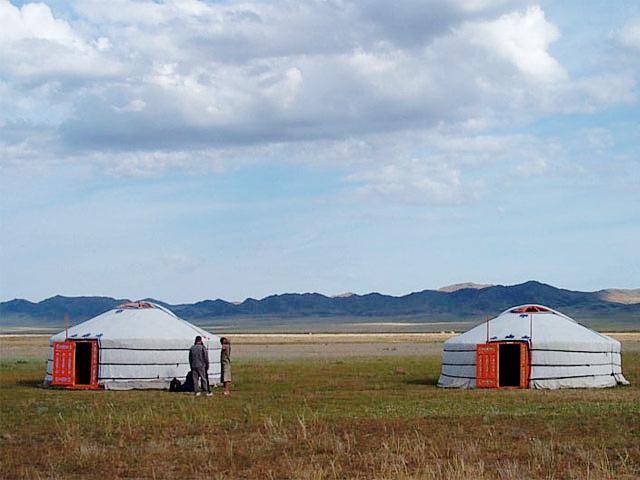
Yourtes mongoles

La yourte est la principale image de l'habitat mongol. démontable et montable en quelques dizaines de minutes, elle est adaptée à la vie traditionnellement nomade des peuples mongols. Les différentes cultures utilisent cependant différentes formes d'habitat. Le tipi est utilisé par les peuples toungouses, proches des mongols, dans l'Est des régions mongoles, notamment par les Evenks.
Aujourd'hui, on trouve dans les grandes villes de Mongolie comme de Mongolie-Intérieure une majorité d'immeubles collectifs de plusieurs étages en dur.
Dans les steppes de Mongolie-Intérieure et des hauts-plateaux du Qinghai, il existe également de nombreux habitats en forme de yourtes, mais faits de parpaings et ciment.
À Oulan-Bator, de nombreux sédentaires ont choisi des maisons individuelles utilisant des yourtes, mais entourées de palissades, à l'image des pavillons des villes occidentales. Dans des villes plus petites, les maisons en bois sont plus fréquentes.

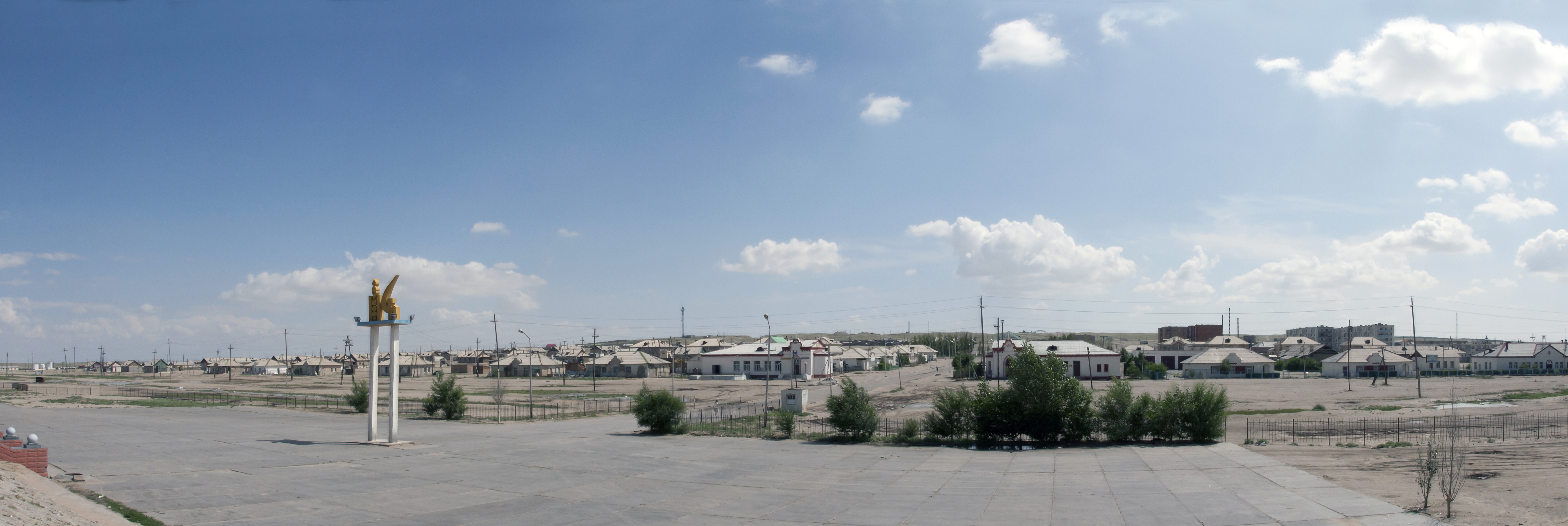
Pavillons dans le style de Sainshand, aïmag de Dornogovi, Mongolie.

- Pastoralisme nomade

### Jeux
- Ail ger
- Course de chevaux
- Échecs mongols
- Shagai (jeu d'osselets).
- Tir aux osselets
- Tortue multicolore

### Fêtes
- Fête de Naadam. Ce festival célèbre l'indépendance de la Mongolie par rapport à la Chine. Il a lieu en juillet et se compose des sports traditionnels mongols : tir à l'arc, courses de chevaux, lutte mongole.
- Fête de Tsagaan Sar, le Nouvel An Mongol, qui se tient au mois de janvier ou février en fonction du calendrier lunaire[1].
- Fête de glace du lac Khövsgöl, au mois de février. il annonce la fin prochaine de l'hiver et l'espoir des beaux jours. Il a lieu sur le lac qui est un des plus profonds du monde. Les tribus Darkhad et Tsaatan transforment sa surface translucide aux nuances bleutées et craquelée en un immense terrain de jeu sur lequel se déroule des compétitions de patin à glace en bottes et en vêtements traditionnels, des courses de traîneaux tirés par des chevaux, des luttes, des jeux de traction à la corde et des courses de rennes. Des yourtes de glace sont aussi construites et sont de véritables chefs-d'œuvre d'architecture. Les Chamans bénissent les jeux en invoquant les esprits de la nature et entrent en transe.

### Cuisine(s)

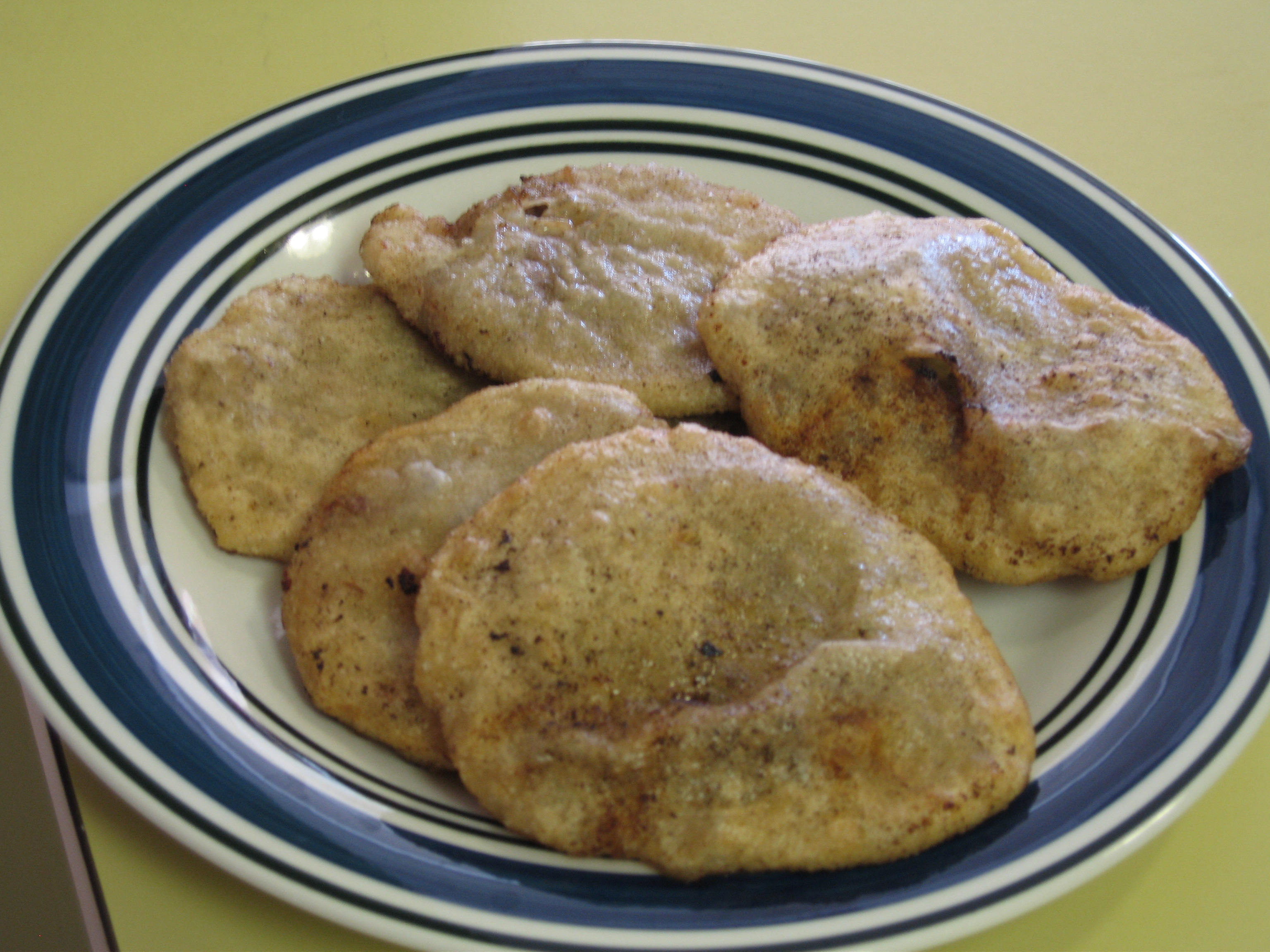
Khuushuur

## Santé
- Protection sociale

### Médecine mongole traditionnelle
La médecine traditionnelle mongole est une médecine basée sur les plantes, elle est réputée dans l'ensemble de la Chine et notamment au Tibet.
- Université de médecine de Mongolie-Intérieure[2].
- Liste des ingrédients de la médecine traditionnelle mongole (de)

### Sports, arts martiaux

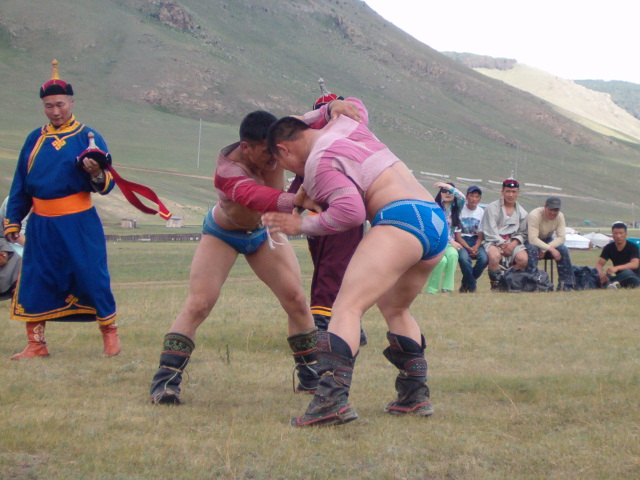
Lutte : Combat traditionnel de Burumbators (guerriers) au festival Naadam près de Oulan-Bator

Les trois sports nationaux pratiqués lors des festivités du nouvel an sont :
- Lutte mongole (bökh)
- Tir à l'arc
- Courses de chevaux. Les courses de chevaux en Mongolie sont de longues courses dans la steppe, les chevaux de 2 ans parcourent 15 km et les adultes 75 km. Chaque famille peut y présenter un cheval. Les chevaux sont montés par des enfants de moins de 12 ans puisque grâce à leur légèreté infantiles ils permettent au cheval de courir plus vite. On dit qu'un cheval montre sa bravoure lorsqu'il peut être conduit même par un tout petit. Le vainqueur de la course rapporte un grand honneur pour toute sa famille. Le dernier des chevaux est également loué et encouragé pour les années suivantes.
- Jeux de l'Asie centrale, Jeux mondiaux nomades
- Mongolie aux Jeux olympiques

## Média
- Catégorie:Média en Mongolie

## Littérature

### Écritures mongoles
Au fil de l'histoire les langues mongoles ont utilisé plusieurs écritures. Les Köktürks, des turco-mongols (proto-mongols ?) utilisaient l'alphabet de l'Orkhon, on a trouvé des traces de cette écriture sous forme de pétroglyphes, surtout dans la vallée de l'Orkhon, en Mongolie. Elle était surtout utilisée pour noter le Köktürk.
L'écriture mongole qui a été le plus longuement utilisée dans l'histoire est le mongol bichig, utilisée au moins depuis l'époque de Gengis Khan et adaptée de l'alphabet ouïghour par Tata Tonga.
L'écriture Han'er est une écriture en caractères chinois de la langue Han'er, une langue Han fortement influencée par les langues mongoles.
Sous la dynastie Yuan dirigeant l'Empire mongol sur la Chine, aux frontières proche du territoire de la Chine actuelle, l'Écriture phags-pa a été une écriture officielle pendant environ un siècle, elle est tombée en désuétude avec la chute de la dynastie.
Le todo bichig, est une adaptation du mongol bichig à la langue mongole orïat (ou kalmyk/kalmoul).
Différentes autres écritures comme le soyombo sont restées marginales dans leur utilisation.
L'alphabet latin fut utilisé brièvement au début du XXe siècle.
Le mongol cyrillique, principal alphabet officiel de l'état mongol, est une adaptation de l'alphabet cyrillique à la langue mongole.

### Littérature contemporaine
- Littérature mongole, Littérature mongole (rubriques)
- Écrivains mongols
- Liste mongolischer Epen (de)

## Artisanat
Les artisans de Mongolie produisent et vendent aux touristes :
- Des produits textiles en cachemire (écharpe, plaid…) ; le pays fournit 90 % de la production mondiale du célèbre lainage et les prix y sont 4 à 5 fois moins chers que dans les pays développés.
- Des chaussons en poil de chameau et des bottes en cuir de cavaliers mongols
- Le deel qui est le manteau traditionnel
- Des yourtes complètes et le mobilier adéquat[4].
- Art des steppes

### Textiles, cuir, papier
- Festival de la mode de Goyol (en)
- Boqtaq (en)

#### Ceintures de prestige
Depuis l'âge du bronze tardif jusqu'à la fin du XIVe siècle, les ceintures ouvragées sont des objets prestigieux qui expriment le rang des individus. Elles allient travail du cuir, métallurgie et joaillerie. Plusieurs objets archéologiques sont retrouvés et la signification et l'usage de ces ceintures est compris au travers de stèles et gravures contemporaines. 
Le port de la ceinture a d'abord un usage pratique. Enserrant le deel, elle permet de protéger le corps du vent et du gel durant les longs trajets ainsi que d'y accrocher différents objets tel que des saadag (carquois), des bourses et des couteaux. Le second élément est quant à lui prestigieux et le don d'une ceinture s'entoure au Moyen-Âge de rituels retranscrits dans l'Histoire secrète des Mongols. Les ceintures jouent tout d'abord un rôle important dans les serments d'amitiés et alliances entre les clans et princes mongols. Plusieurs fouilles archéologiques de tombes médiévales font état de décorations métalliques serties de pierre qui ornaient les ceintures. Les ceintures se divisent en trois types selon leur utilisation : cérémonielle, pour la chasse, au quotidien.

#### Couvre-chefs

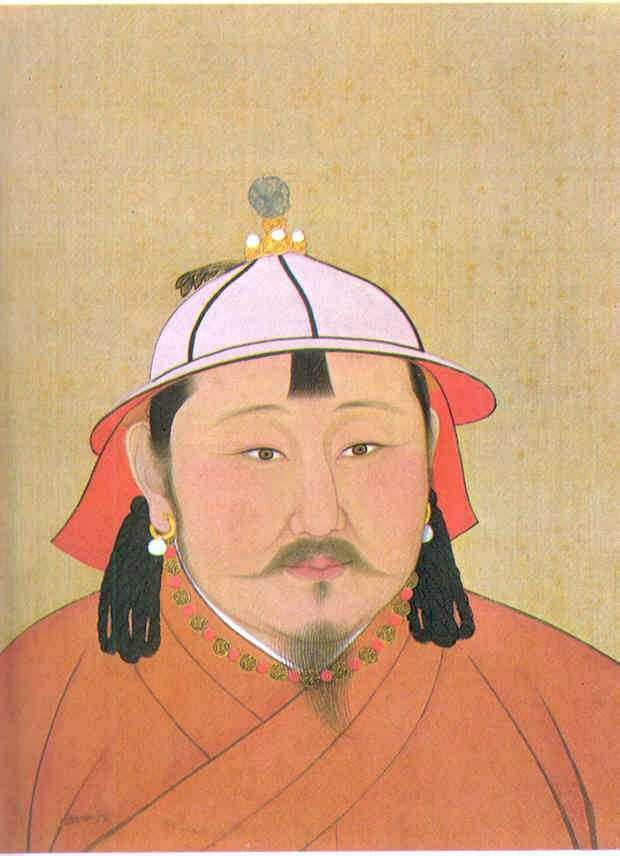
L'empereur Témur Khan portant un boli mao.

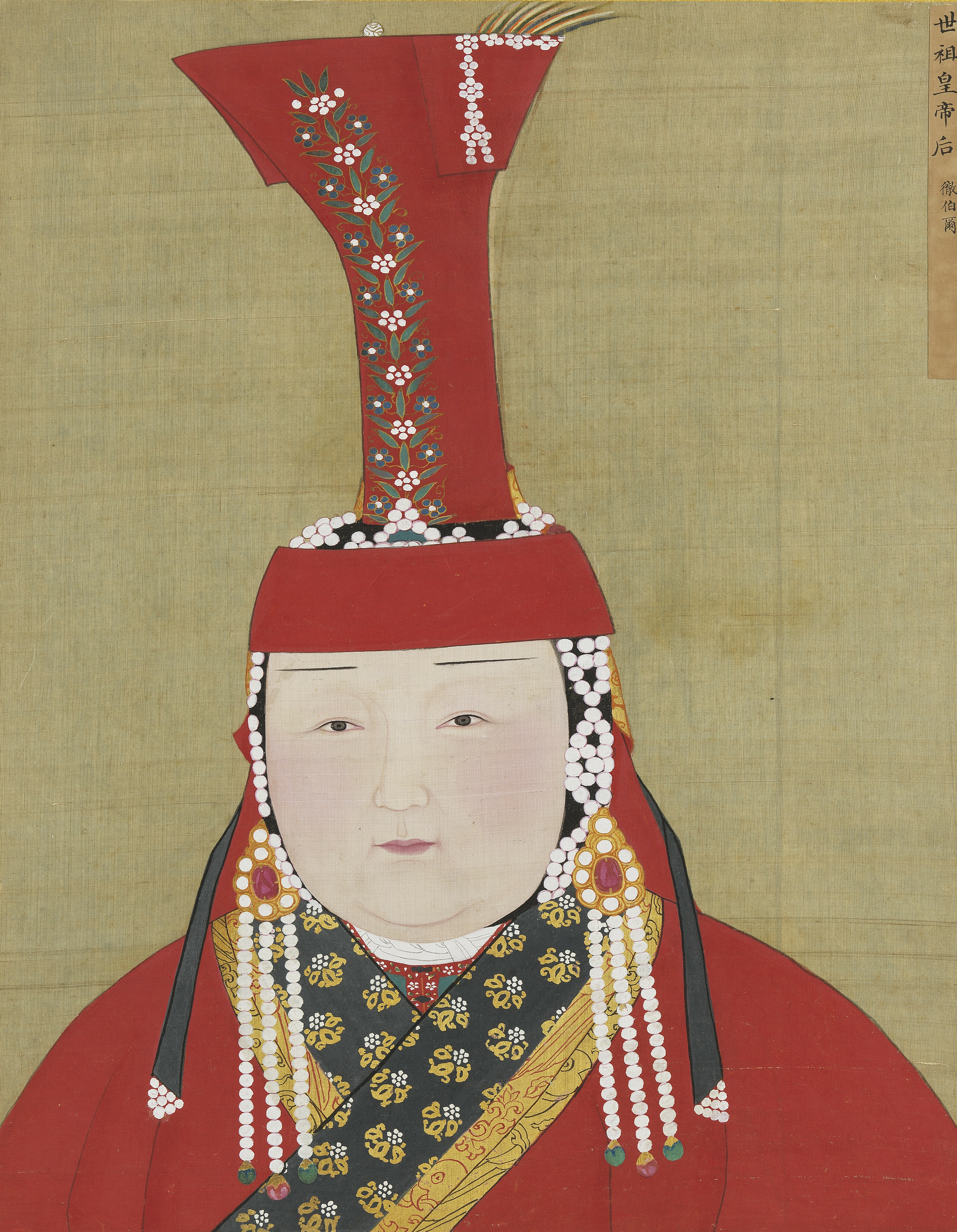
L'impératrice Chabi portant le au XIVe siècle symbolisant son statut élevé.

Si aujourd'hui, le guapi mao représente un élément emblématique du costume traditionnel mongol, l'usage du couvre-chef par les mongols est culturellement ancré et a représenté durant son histoire un indicateur social important. En tant que peuple nomade, les mongols s'interdisent par coutume de prendre la route sans couvre-chef. Les différentes peintures rupestres, statues et sources écrites représentent une grande variété de chapeaux. Afin de garnir les chapeaux de fourrure de zibeline, renard corsac ou d'autres animaux à fourrure, les Mongols les chassent lorsque leur pelage est le plus beau.
Durant l'Empire mongol, la confection de chapeaux devient encore plus sophistiquée et devient une pièce vestimentaire représentant le rang social d'une personne. Le chapeau à calotte bombée, aussi appelé boli mao ou chapeau parasol est celui porté par la noblesse mongole. Il a un sommet à six côtés, un couvre-nuque, une pièce plus étroite à l'avant. L'extérieur est en soie blanche, le sommet du chapeau est orné de pierre précieuse. L'intérieur est doublé d'une étoffe fine et d'un tissu foncé. Ce type de chapeau perdure par la suite au sein de la dynastie Yuan tel qu'on peut les voir représentés dans la série de portraits des Khan et Khatan de l'Empire.
Les études relatives à la mode vestimentaire de la dynastie Yuan (en) montrent que les tenues féminines occupent une place importante et se différencient des tenues masculines par des motifs et couleurs plus marquées. De plus, les femmes se rasent les cheveux du haut du front afin de porter un boqtaq (en) haut qui ne laisse pas dépasser de mèches. Le port du boqtaq correspond au rang dans la noblesse mongole. Il est caractérisé par un élément montant avec une forme triangulaire à son sommet couvert de soie.

## Arts visuels
- Artistes mongols

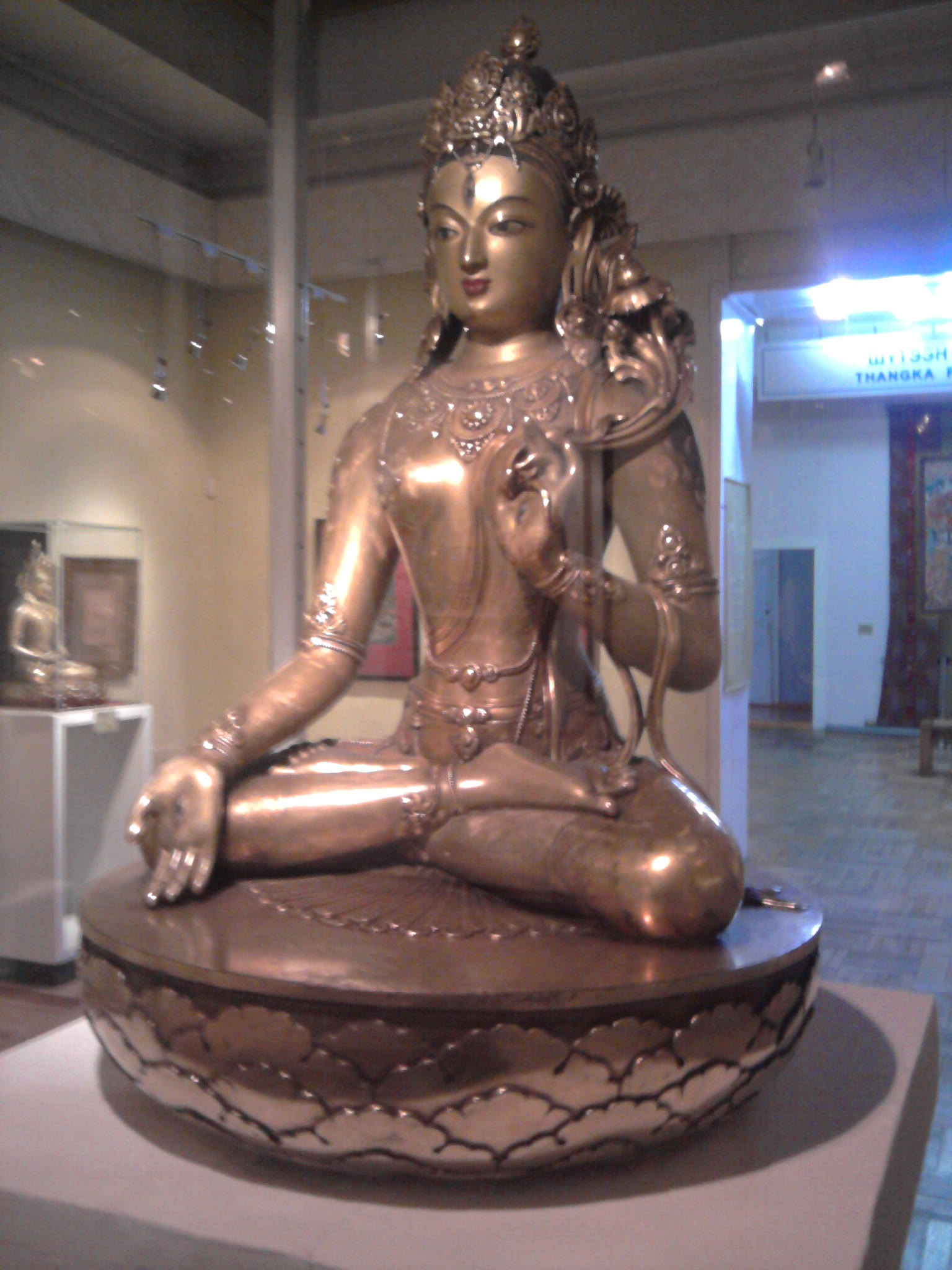
Sita Tara (Tara blanche) par Öndör Gegeen Zanabazar, XVIIe siècle, la Mongolie, au Musée des Beaux-Arts d'Oulan-Bator.

Entre 1600 et 1920, la Mongolie était un centre d'art bouddhiste. Le plus connu était l'art du mandala. La peinture et la sculpture servaient principalement comme objets de méditation pour les ecclésiastiques ou comme objets de prière pour les laïcs. En règle générale, ils ont été détruits après utilisation. Dans les monastères, en revanche, la thangka, les rouleaux, jouaient un rôle important. Ils suivent largement le style tibétain et intègrent également la représentation des animaux.
L'artiste bouddhiste le plus important de son temps était le sculpteur et peintre Zanabazar, qui fut également le premier Jebtsundamba Khutukhtu. Son travail se caractérise par une forte référence aux traditions indo-tibétaines; certaines de ses sculptures qui subsistent se trouvent au monastère de Gandan à Oulan-Bator. Jusqu'à présent, aucune œuvre de sa peinture ne peut être attribuée sans équivoque. Marzan Sharav a développé l'art du Thangka plus connu. Influencé par l'art soviétique, en plus des peintures Mongol Zurag, il crée également des illustrations de livres, des billets de banque et des portraits de politiciens. Cependant, un grand nombre de ses œuvres ont été perdues. Des artistes tels que Dolgoryn Manibadar ou Monkor Erdenbajar peuvent être inclus dans le réalisme socialiste. Purewbat Gankhuu est un important peintre contemporain qui suit les traditions de l'art bouddhiste et a été décrit dans le film Peintre du Bouddha,. Parmi les premières tentatives pour introduire le modernisme dans les beaux-arts de la Mongolie, il y a le tableau Ehiin setgel (l'amour de la mère) créé par O. Tsevegjav dans les années 1960. L'artiste a été purgé car son travail a été censuré. Toutes les formes des beaux-arts n'ont prospéré qu'après la «perestroïka» à la fin des années 80. Otgonbayar Ershuu est sans doute l'un des artistes contemporains mongols le plus indépendant comme il a été décrit dans le film ZURAG de Tobias Wulff. Ershuu vit à Oulan-Bator et à Berlin. En plus de son attachement à la tradition de la miniature mongole, sa peinture des dernières années - toiles de grand format - montre un traitement visuel d'éléments de la peinture occidentale après 1945. Son succès auprès des collectionneurs montre qu'il est sur le point de devenir l'un des plus importants représentants de l'art mongol contemporain.

### Sculpture
- Sculpture en Mongolie (en)
- Pierre à cerf

### Architecture
- Architecture en Mongolie (en)

## Arts du spectacle

### Musiques

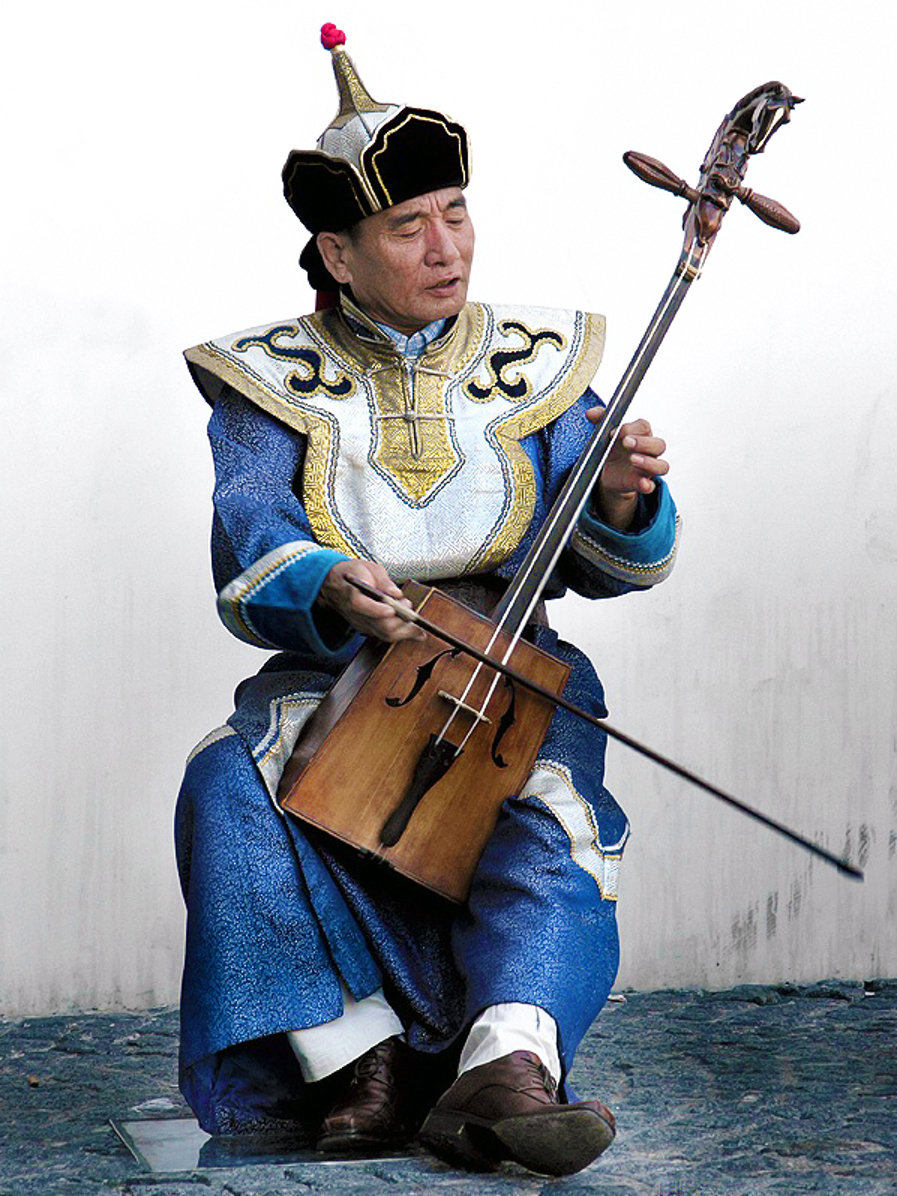
Musicien traditionnel

- Musique mongole
- Musiciens mongols
- Liste des instruments de musique mongole (en)
- Musique de Mongolie intérieure (Chine) (en)
- Musique d'Asie centrale (en)
- Liste de compositeurs mongols (en)

La musique mongole est un élément important de la société traditionnelle mongole, et les Mongols pensent qu'elle appelle la bonne fortune. Les chants sont chantés n'importe où, pour passer le temps, bercer les bébés, porter chance lors des célébrations nationales ou encore encourager les enfants à étudier. La musique est également jouée avec de nombreux instruments traditionnels ; soit en accompagnement des chansons ou danses, soit en tant que telle.
Les premiers instruments de musique utilisés en Mongolie étaient des percussions, comme on peut s'en apercevoir sur les pétroglyphes hérités de cette époque. Les Huns utilisaient des tambours, cors, flûtes, pi-pa (sortes de mandoline) et des instruments à cordes que l'on faisait vibrer grâce à un arc. Durant l'époque de l'État de Sianbe (IIIe et IVe siècles), 80 types d'instruments étaient joués à la cour du roi lors de célébrations importantes. Il est notoire que Koubilaï Khan employait 412 musiciens professionnels.
Les principaux instruments associés à l'art folklorique mongol sont de nos jours, le Dombra, le khuuchir, le limbe, le morin khuur, le shanz, le yatga et le yochin.
Le khöömii est un chant diphonique lyrique et puissant qui requiert du chanteur qu'il génère deux notes à la fois. Il est accompagné au luth et à la vièle à tête de cheval (morin khuur).

### Danse
- Biyelgee

### Autres: marionnettes, mime, pantomime, prestidigitation
- Marionnettes mongoles du 19e siècle au Musée de Fribourg
- Haïlibu de Mongolie, spectacle de marionnettes pour enfants

### Cinéma
La réalisatrice Byambasuren Davaa a fait connaître la culture mongole et les paysages de Mongolie au travers de ses trois films : L'Histoire du chameau qui pleure (2004 – une nomination aux Oscars), Le Chien jaune de Mongolie (2006) et Les Deux Chevaux de Gengis Khan (2011).
- Cinéma mongol, Cinéma mongol (rubriques)
- Réalisateurs mongols
- Réalisatrices mongoles
- Films mongols
- Cinéma d'Asie de l'Est, Cinéma asiatique

## Tourisme
- le Naadam, consiste en trois sports traditionnels mongols:
  - le tir à l'arc,
  - les courses de chevaux sur longues distances
  - la lutte mongole.
- l'Élection de Miss Mongolie
- le Festival des aigles - à Bayan-Ölgii,
- Norouz - à Ölgii,
- le Tsagaan Sar - nouvel an mongol (chinois),
- le festival des chameaux dans la province de Umnugobi,
- le festival des glaces au lac de Khuvsgul,
- le Festival de mode Goyol d'Oulan-Bator.

## Patrimoine

### Musées
- Liste de musées en Mongolie
- Oulan-Bator :
  - Bibliothèque nationale de Mongolie
  - International Intelligence Museum (Oulan-Bator)
  - Mongolian Railways History Museum
  - Central Museum of Mongolian Dinosaurs
  - Musée des beaux-arts Zanabazar
  - Palais d'hiver du Bogdo Khan
  - Choijin Lama Temple Museum (Oulan-Bator)
  - Musée d'histoire naturelle (Oulan-Bator)

### Monuments prestigieux

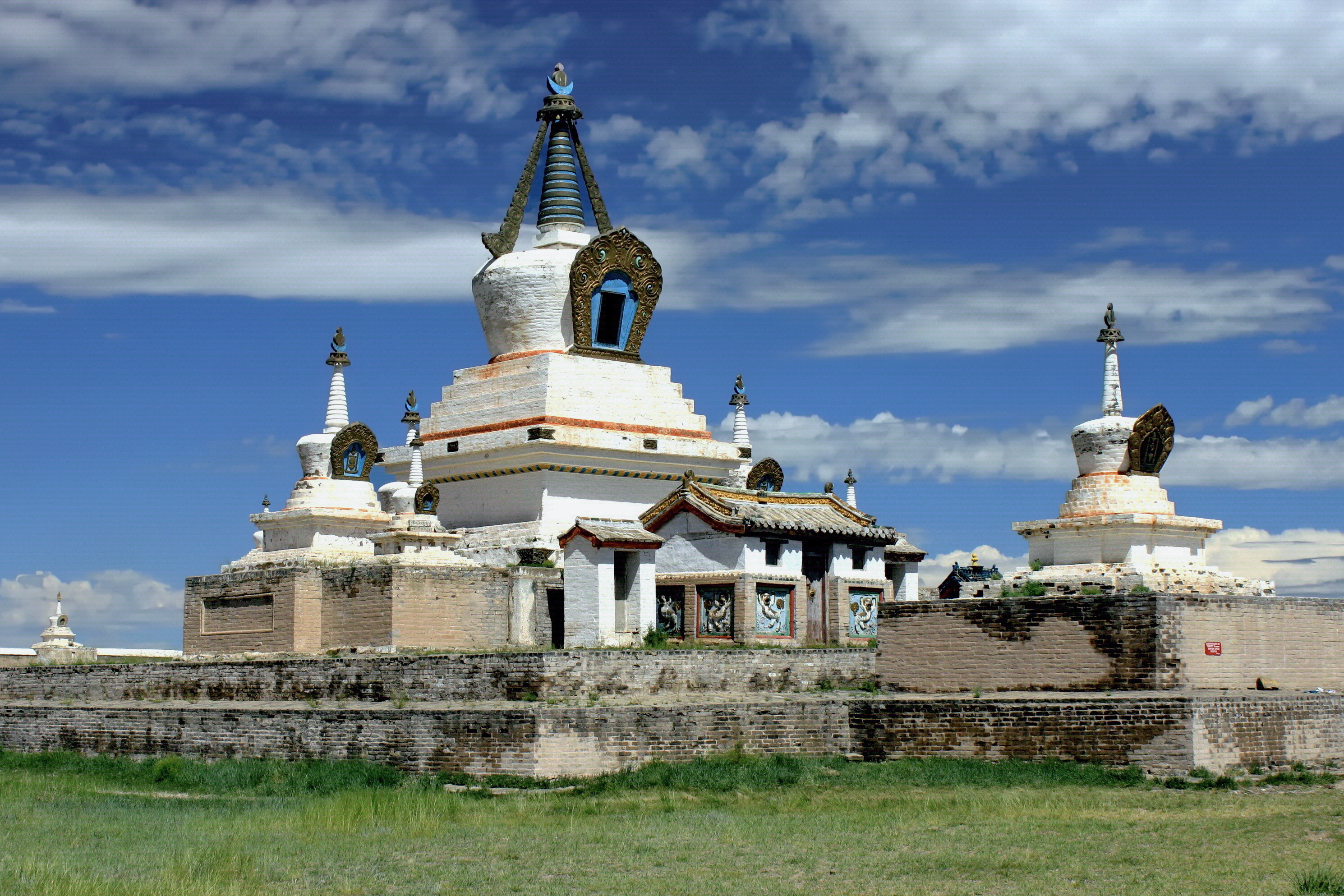
La « Stupa d'Or » de Erdene Zuu

- Amarbayasgalant Khiid, monastère bouddhiste.
- Buyandelgeruulekh Khiid, temple bouddhiste.
- Danzadarjaa Khiid, monastère bouddhiste.
- Erdene Zuu, monastère bouddhiste.
- Manzushir Khiid, monastère bouddhiste.
- Mausolée de Sükhbaatar, mausolée.
- Monastère de Gandantegchinlin, monastère bouddhiste.
- Monastère de Kharagiin, monastère bouddhiste.
- Monastère de Shankh, monastère bouddhiste.
- Möröngiin Khuree, monastère bouddhiste.
- Monuments en Mongolie

### Liste du Patrimoine mondial
Le programme Patrimoine mondial (UNESCO, 1971) a inscrit dans sa liste du Patrimoine mondial (au 12/01/2016) : Liste du patrimoine mondial en Mongolie.

### Liste représentative du patrimoine culturel immatériel de l’humanité
Le programme Patrimoine culturel immatériel (UNESCO, 2003) a inscrit dans sa liste du patrimoine culturel immatériel de l'humanité en Mongolie (au 12/01/2016) :
- 2008 : La musique traditionnelle du Morin Khuur[14].
- 2008 : L’Urtiin Duu, chants longs traditionnels populaires (Mongolie – Chine)[15].
- 2010 : L’art traditionnel du Khöömei mongol[16].
- 2010 : Le Naadam, festival traditionnel mongol[17].
- 2013 : L’artisanat traditionnel du ger (La yourte) mongol et les coutumes associées[18].
- 2014 : Le tir aux osselets mongol[19].

### Registre international Mémoire du monde
Le programme Mémoire du monde (UNESCO, 1992) a inscrit dans son registre international Mémoire du monde (au 15/01/2016) :
- 2011 : Lu.Altan Tobchi : Histoire d'or écrite en 1651[20],
- 2011 : Tanjur mongol[21],
- 2013 : Kanjour écrit aux 9 pierres précieuses[22].

### Filmographie
- La calligraphie mongole, Fonds UNESCO du Patrimoine culturel immatériel de l'humanité, 2013, DVD-Rom (10 min) + documents d'accompagnement